# Fritz Billeter

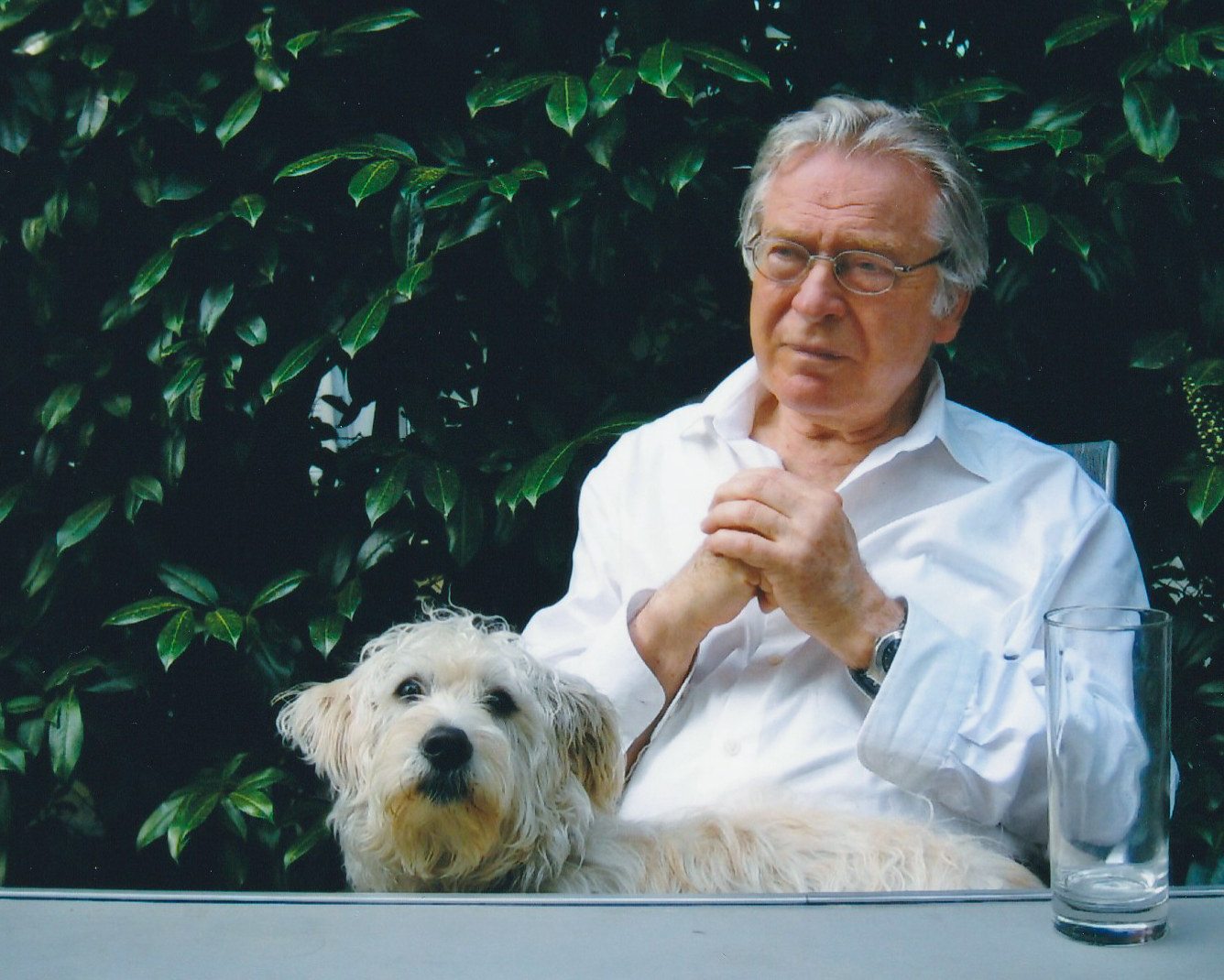
Fritz Billeter (2006)

Fritz Billeter (* 5. Juni 1929 in Zürich) ist ein Schweizer Germanist, Literatur- und Kunstkritiker.

## Leben
Fritz Billeter verbrachte seine frühe Kindheit teilweise auf einem Bauernhof. 1935 zog die Familie infolge eines Stellenwechsels des Vaters als kaufmännischer Direktor eines Färberei- und Appretierbetriebes in Weil am Rhein, Deutschland, nach Riehen bei Basel. Billeter studierte an der Universität Basel Germanistik mit Kunstgeschichte und französischer Literatur in den Nebenfächern. Er promovierte bei Walter Muschg mit der Dissertation Das Dichterische bei Kafka und Kierkegaard / Ein typologischer Vergleich.
Das Bild Tierschicksale von Franz Marc, 1913 entstanden, das Billeter im Kunstmuseum Basel 1950 sah, wurde zu seinem Schlüsselerlebnis. Angesichts dieses Werkes realisierte er, dass die moderne Kunst einen Grossteil seines Lebensinhalts ausmachen würde. 1959 zog Billeter nach Zürich und heiratete Erika Billeter (1927–2011) geborene Schulze. Sie war Kunsthistorikerin, Vizedirektorin des Kunsthauses Zürich und spätere Leiterin des Musée Cantonal des Beaux Arts Lausanne. Von 1960 bis 1971 unterrichtete er Deutsch und Kunstgeschichte an verschiedenen Gymnasien. 1971 bis 1995 war er als Kulturredaktor des Tages-Anzeigers tätig mit Schwerpunkt für visuelle Gestaltung unter besonderer Berücksichtigung der bildenden Kunst, der Fotografie und des Designs.
Seit seiner Pensionierung arbeitet er als freier Journalist und Schriftsteller. Seit 2013 wohnt Billeter mit seiner zweiten Frau, der Schauspielerin und Teppichkünstlerin Julia Vonderlinn, in Volketswil, Kanton Zürich, in einer umgebauten Fabrik.

## Mandate und Beratertätigkeiten
Billeter war Mitbegründer der Produzentengalerie Zürich (PRODUGA) und 1971 bis 1978 deren Präsident. Die Genossenschaft und Selbsthilfeorganisation von etwa 20 politisch bestimmten Kunstschaffenden wird bis heute als bedeutend erachtet. Zu ihnen gehörten neben anderen Cristina Fessler, Rosina Kuhn und Hugo Schuhmacher. Von 1974 bis 1997 beriet Billeter den ABC Verlag Zürich, der Monografien über wichtige Schweizer Künstler der Gegenwart herausgab. Gleichzeitig schrieb er für diesen Verlag einige Künstlermonografien.
1983 bis 2004 baute er zusammen mit Peter Killer, Willy Rotzler und später Beat Stutzer für das Kulturzentrum von Charles Vögele in Pfäffikon eine Sammlung von Schweizer Künstlern ab 1939 bis zur Gegenwart auf. Die Sammeltätigkeit wurde von Ausstellungen der Ankäufe und Publikationen begleitet. 2013 war Billeter Mitbegründer des Vereins «Art Dock», der sich zum Ziel gesetzt hatte, Kunstschaffenden der Stadt Zürich und deren Einzugsgebiet eine Plattform zu bieten und in ihrer nationalen und internationalen Bedeutung zu erschliessen, ferner deren Nachlässe zu betreuen und mittels Ausstellungen zu aktualisieren, für ein Publikum zugänglich und sichtbar zu machen.

## Publikationen (Auswahl)

### Als Autor/Co-Autor
- mit Franz Xaver Erni: Messen und Schweben. Gedichte. Vorstadtpresse, Biel 1958.
- Das Dichterische bei Kafka und Kierkegaard; ein typologischer Vergleich. Dissertation. P. G. Keller, Winterthur 1965.
- Kunst und Künstler im anderen Deutschland. In: DU. 3/1980, S. 4–8.[6]
- Moderne Kunst – unsere Gegenwart. 3 Bände. Hrsg. Seedamm – Kulturzentrum Pfäffikon SZ, 1985–2004, Band 1, ISBN 3-908113-02-4; Band 2, ISBN 3-908113-09-1; Band 3, ISBN 3-908113-20-2.[7][8]
- mit Rosina Kuhn: Lissy Funk. Scheidegger & Spiess, Zürich 1999, ISBN 3-85881-120-3.
- Für den Tag. Über den Tag hinaus / Von der Kunst und über Künstler. Benteli Verlag, Sulgen 2008, ISBN 978-3-7165-1575-4.
- mit Peter Killer, Benedikt Loderer und Fotografien von Urs Bachofen: Metaphern zur Wahrnehmungskunst. Objekte für unordentliche Gedanken und neue Bilder. gta, Zürich 2005, ISBN 978-3-85676-167-7.
- Die Unsterblichkeit der Dinge. In: DU, die Zeitschrift der Kultur. 77/876, 2017, S. 34–43.[9]
- mit Peter Killer u. a.: 1968 Zürich steht Kopf / Rebellion. Verweigerung, Utopie. Scheidegger & Spiess, Zürich 2008, ISBN 978-3-85881-220-9.
- Kunst und Gesellschaft. Ein Essay. Athena Verlag, Oberhausen 2017, ISBN 978-3-7455-1006-5.[10][11][12]

### Publikationen im ABC Verlag, Zürich (Auswahl)
- Hans Falk. mit einem Beitrag von Friedrich Dürrenmatt. 1975, ISBN 3-85504-039-7.
- Der Eisenplastiker Silvio Mattioli. 1975, ISBN 3-85504-040-0.
- Outside / Streiflichter auf die moderne Schweizer Kunst. Mit Beiträgen von Michel Thévoz und Heiny Widmer. 1980, ISBN 3-85504-059-1.
- Der Plastiker Otto Müller. 1983, ISBN 3-85504-079-6.
- Die Malerin Susanne Levy. Resonanzen. 1984, ISBN 3-85504-091-5.
- Trudi Demut, Plasik und Malerei. 1988, ISBN 3-85504-111-3.
- Annemie Fontana. Mit Essays von Ursula Isler und Elisabeth Grossmann. 1996, ISBN 3-85504-160-1.
- Serge Brignoni. 1997, ISBN 3-85504-163-6.

## Zitat
„Ein Dialog zwischen Werk und Betrachter kann im Idealfall lebenslänglich dauern.“

## Rezensionen

### Zu Kunst und Gesellschaft
Stefan Howald: «Es ist ein fadengerade geschriebenes, erfrischendes Buch. […] Billeter definiert sein Buch als Grossessay, der sich auf subjektive Erfahrungen zurückbezieht, doch zugleich liefert er eine handliche Geschichtsschreibung der Kunst der Moderne.»
Ewa Hess: «… lässt einen grossen Teil der Kunstgeschichte des 19. und 20. Jahrhunderts Revue passieren. Eine ‹seismographische› Sensibilität der Kunst, ihre Fähigkeit, gesellschaftliche Strömungen abzubilden, bevor sie allgemein sichtbar werden, dient ihm dabei als ein Leitmotiv.»